# Spirastrella
Genre
Synonymes
- Chondrillina de Laubenfels, 1936

Spirastrella  est un genre d'éponges de la famille Spirastrellidae. Les espèces de ce genre sont marines et réparties dans l'ensemble des océans du monde.

## Liste d'espèces
Selon World Register of Marine Species (13 mai 2016) :
- Spirastrella abata Tanita, 1961
- Spirastrella andamanensis Pattanayak, 2006
- Spirastrella coccinea (Duchassaing & Michelotti, 1864)
- Spirastrella coccinopsis de Laubenfels, 1953
- Spirastrella cunctatrix Schmidt, 1868
- Spirastrella decumbens Ridley, 1884
- Spirastrella hartmani Boury-Esnault, Klautau, Bézac, Wulff & Solé-Cava, 1999
- Spirastrella insignis Thiele, 1898
- Spirastrella keaukaha de Laubenfels, 1951
- Spirastrella mollis Verrill, 1907
- Spirastrella pachyspira Lévi, 1958
- Spirastrella phyllodes (Schmidt, 1870)
- Spirastrella punctulata Ridley, 1884
- Spirastrella sabogae Boury-Esnault, Klautau, Bézac, Wulff & Solé-Cava, 1999
- Spirastrella tristellata Topsent, 1897